# Karanasa
Karanasa is een geslacht van vlinders uit de familie van de Nymphalidae, uit de onderfamilie van de Satyrinae. Dit geslacht is voor het eerst wetenschappelijk beschreven door Frederic Moore in een publicatie uit 1893.

## Soorten
- Karanasa alpherakyi (Avinoff, 1910)
- Karanasa astorica Tytler, 1926
- Karanasa bolorica (Grum-Grshimailo, 1888)
- Karanasa cadesia (Moore, 1875)
- Karanasa decolorata (Staudinger, 1901)
- Karanasa eburnea Avinoff & Sweadner, 1951
- Karanasa goergneri Eckweiler, 1990
- Karanasa grumi Avinoff & Sweadner, 1951
- Karanasa haslundi Avinoff & Sweadner, 1951
- Karanasa hoffmanni (Christoph, 1893)
- Karanasa huebneri (C. & R. Felder, 1867)
- Karanasa incerta Bogdanov, 1997
- Karanasa josephi (Staudinger, 1882)
- Karanasa kasakstana (Bang-Haas, 1936)
- Karanasa kirgizorum Avinoff & Sweadner, 1951
- Karanasa latifasciata (Grum-Grshimailo, 1902)
- Karanasa leechi (Grum-Grshimailo, 1890)
- Karanasa maureri Avinoff & Sweadner, 1951
- Karanasa modesta Moore, 1893
- Karanasa mohsenii Wyatt & Omoto, 1966
- Karanasa moorei (Evans, 1912)
- Karanasa naumanni Tshikolovets, 2017
- Karanasa pamira (Staudinger, 1887)
- Karanasa pardesi Tshikolovets, 2017
- Karanasa praestans Avinoff & Sweadner, 1951
- Karanasa pseudopamira Tshikolovets, 2017
- Karanasa pungeleri (Bang-Haas, 1910)
- Karanasa pupilata Tytler, 1926
- Karanasa regeli (Alphéraky, 1881)
- Karanasa rohtanga Avinoff & Sweadner, 1951
- Karanasa safeda Tytler, 1926
- Karanasa straminea Bogdanov, 1997
- Karanasa talastauana Bang-Haas, 1927
- Karanasa tancrei (Grum-Grshimailo, 1893)
- Karanasa voigti Bang-Haas, 1927
- Karanasa wilkinsi (Erschoff, 1884)